# Len Wiseman
Len Ryan Wiseman (Fremont, Califòrnia, 4 de març de 1973) és un director de pel·lícules, guionista i productor estatunidenc. És conegut per la seva feina en films com ara Underworld, Live Free or Die Hard i Total Recall. Està casat amb l'actriu anglesa Kate Beckinsale, i conviuen a Brentwood (Los Angeles).

## Orígens
Len Wiseman comença la seva carrera a Hollywood treballant amb efectes especials. Actuant sobre certs accessoris i decoracions de Stargate, la porta de les estrelles (1994), Independence Day (1996), Godzilla (1998) (totes tres signades per Roland Emmerich) i de Homes de Negre (1997), es llança a continuació a la realització d'espots publicitaris i de clips musicals per Megadeth, En Vogue, Static-X o Rupert Wainwright.
Al començament dels anys 2000, coneix Danny McBride amb qui comparteix una passió pels films de gènere i posa per escrit el guió d'Underworld (2003). Amb aquest film fantàstic, barrejant acció intensa i amor impossible, interpretat per Kate Beckinsale (la seva promesa durant el rodatge), Len Wiseman signa el seu primer llargmetratge i es creua amb l'expert en maquillatge d'Emmercih, Patrick Tatopoulos.
L'èxit comercial d'Underworld permet a Len Wiseman d'enganxar-se a un nou projecte original: Black Chapter que narra la història d'un agent de la CIA amb capacitats sobrehumanes. El projecte, que havia de ser produït per Antoine Fuqua, tanmateix no veu mai el dia. Torna doncs a la càmera per posar en escena després d'Underworld: Underworld 2: Evolució que registra al box-office resultats superiors a Underworld, malgrat critiques encara més catastròfiques. Un nou capítol es posa en marxa, però sense Wiseman i Beckinsale.
El tàndem es contenta amb oficiar com a productor per un tercer opus pensat com una preqüela, i portat per una actriu menys coneguda, Rhona Mitra. La posada en escena d'aquest Underworld 3: L'Alçament dels Lycans és confiada a Patrick Tatopoulos.

## Remakes per a cinema i televisió
Wiseman és per la seva banda contractat per realitzar un nou episodi de les aventures de John McClane, dotze anys després de Die Hard: With a Vengeance dirigida per John McTiernan. El blockbuster es titula Die Hard 4: Retorn a l'infern i el director rep, per la primera vegada en la seva carrera, una acollida de lacritica, i del públic molt favorable.
No continua, per tant, amb un altre projecte cinematogràfic. El 2010, posa en escena i coprodueix l'episodi pilot de la sèrie de televisió Hawaii 5.0, remake de la sèrie Hawaï policia d'Estat. Accepta de perllongar aquesta experiència a la televisió amb projectes més pròxims del seu univers: en principi el 2012 amb el terrorífic Sleepy Hollow, a continuació el 2015 sobre la fantàstica Lucifer.
Al cinema, intenta confirmar el rellançador de franquícies signant el 2011 un remake del clàssic Desafiament total, amb Colin Farrell i Kate Beckinsale. Però el film cobreix a penes el seu pressupost i s'endú critiques desastroses. I el 2012, Wiseman es replega sobre la seva pròpia saga: produeix un quart opus d'Underworld, Underworld: Nova Era, marcat pel retorn de Beckinsale, i que arriba a omplir les sales, malgrat critiques també negatives. Aquest llargmetratge marca el començament d'una segona trilogia.
A finals de 2015, després d'haver rebutjat posar en escena un cinquè opus de la saga Die Hard, que rep d'altra banda critiques catastròfiques, el director anuncia un sisè opus. Titulat Die Hard: Year One, aquest projecte té la pesada feina de tornar l'interès després A Good Day to Die Hard, signat per John Moore (director), i havent fracassat comercialment en territori estatunidenc. Però la tria d'una preqüela és molt acollida pel gran públic, i acollit amb circunspecció per la premsa en general.
Mentre s'està escrivint el guió, Wiseman torna a les sèries de televisió: treballa sobre les adaptacions de dues altres marques importants de la Fox, X-Men i Sin City.

## Vida privada
Len Wiseman ha estat casat amb l'actriu britànica Kate Beckinsale que ha conegut en el rodatge d'Underworld el 2002; el 2015 anuncien el seu divorci.

## Filmografia
- Stargate (1994)
- Independence Day (1996)
- Men in Black (1997)
- Godzilla (1998)
- Underworld (2003)
- Underworld: Evolution (2006)
- Live Free or Die Hard (2007)
- Underworld: Rise of the Lycans (2009) (productor)
- Hawaii Five-O (2010)
- Underworld: Awakening (2012) (productor)
- Total Recall (2012)